# Военни звания в Сухопътните войски на България
Военните звания на Сухопътните войски на България следват класификацията на НАТО. Изменяни са няколко пъти след 1990 г. Първата по-значителна промяна е от 16 юни 2000 г., когато се определят следните висши офицерски звания: бригаден генерал, генерал-майор, генерал-лейтенант, генерал. Последната промяна е от 2016 г. като за висши офицерски звания са определени бригаден генерал (1 звезда на пагона), генерал-майор (2 звезди), генерал-лейтенант (3 звезди), генерал (4 звезди).
Военни звания в Сухопътните войски на Република България
| Висши офицери | Висши офицери     | Висши офицери | Висши офицери    |
| ------------- | ----------------- | ------------- | ---------------- |
|               |                   |               |                  |
| Генерал       | Генерал-лейтенант | Генерал-майор | Бригаден генерал |
| OF-9          | OF-8              | OF-7          | OF-6             |

| Старши офицери | Старши офицери | Старши офицери | Младши офицери | Младши офицери   | Младши офицери |
| -------------- | -------------- | -------------- | -------------- | ---------------- | -------------- |
|                |                |                |                |                  |                |
| Полковник      | Подполковник   | Майор          | Капитан        | Старши лейтенант | Лейтенант      |
| OF-5           | OF-4           | OF-3           | OF-2           | OF-1             | OF-1           |

| Сержантски и войнишки състав | Сержантски и войнишки състав | Сержантски и войнишки състав | Сержантски и войнишки състав | Сержантски и войнишки състав | Сержантски и войнишки състав | Сержантски и войнишки състав |
| ---------------------------- | ---------------------------- | ---------------------------- | ---------------------------- | ---------------------------- | ---------------------------- | ---------------------------- |
|                              |                              |                              |                              |                              |                              |                              |
| Офицерски кандидат           | Старшина                     | Старши сержант               | Сержант                      | Младши сержант               | Ефрейтор                     | Редник                       |
| OF-D                         | OR-8                         | OR-7                         | OR-6                         | OR-5                         | OR-2                         | OR-1                         |